# يوكيهيرو ياماسي
يوكيهيرو ياماسي (باليابانية: 山瀬 幸宏) (22 أبريل 1984 في سابورو في اليابان – )؛ هو لاعب كرة قدم ياباني سابق كان يلعب كلاعب وسط.

## وصلات خارجية
- يوكيهيرو ياماسي على موقع رابطة كرة القدم اليابانية للمحترفين (اليابانية)
- يوكيهيرو ياماسي على موقع قاعدة بيانات كرة القدم.إي يو (الإنجليزية)
- يوكيهيرو ياماسي على موقع Soccerway.com (الإنجليزية)
- يوكيهيرو ياماسي على موقع عالم كرة القدم.نت (الإنجليزية)